# Charlie Bourgeois (Musikproduzent)
Charles „Charlie“ Bourgeois (* 27. Januar 1919 in Island Pond, Vermont; † 26. Januar 2014) war ein US-amerikanischer Jazz-Musikveranstalter, -manager und -produzent, der vor allem durch seine Arbeit mit George Weins Newport Jazz Festival bekannt wurde.

## Leben und Wirken
Bourgeois studierte an der Boston University, wo er erste Konzerte veranstaltete und George Wein kennenlernte. In dieser Zeit organisierte Bourgois, ein Fan des Jazzpiano, Konzerte mit Lennie Tristano und Mary Lou Williams. Nach Ableistung des Militärdienstes im Zweiten Weltkrieg kehrte er nach Boston zurück und traf 1951 erneut auf Wein in dessen Jazzclub Storyville im Bostoner Copley Square Hotel. Bald darauf übernahm er die Öffentlichkeitsarbeit des Clubs. Als 1954 in Newport (Rhode Island) das erste Newport Jazz Festival von Wein veranstaltet wurde, war Bourgeois für die Pressearbeit und damit maßgeblich für den Erfolg des Festivals verantwortlich. Dies tat er in den folgenden Jahren auch für weitere Jazzfestivals, wie das New Orleans Jazz & Heritage Festival, die Grande Parade du Jazz in Frankreich, das Kool Jazz Festival und das JVC Jazz Festival. Im Laufe seiner Karriere war er auch Manager von Thelonious Monk, organisierte Tourneen von Erroll Garner und des Miles Davis Quintetts; als Produzent war er für Produktionen von Dave Brubeck und Paul Desmond (Jazz at Storyville 1952) Billy Taylor (Jazz at Storyville, Volume 2 1952) und Ellis Larkins (Perfume and Rain 1954) verantwortlich. Bourgois, der noch bis Mitte der 2000er-Jahre mit Weins Festival Productions zusammenarbeitete, starb Ende Januar 2014 im Alter von 94 Jahren.